# Klaus-Dieter Gosch
Klaus-Dieter Gosch (* 22. April 1961) ist ein ehemaliger deutscher Fußballspieler. Für die BSG Chemie Leipzig spielte er zwischen 1979 und 1984 in der DDR-Oberliga, der höchsten Spielklasse im DDR-Fußball.

## Sportliche Laufbahn
Seinen Einstand im DDR-weiten Fußballspielbetrieb gab Klaus-Dieter Gosch als 18-jähriger 1979 beim zweitklassigen DDR-Ligisten, der Betriebssportgemeinschaft (BSG) Chemie Leipzig. In der Rückrunde der Saison 1978/79 wurde er als Einwechselspieler in vier DDR-Liga-Spielen eingesetzt, wobei er sein erstes Tor im überregionalen Ligenbetrieb erzielte. Als Staffelsieger qualifizierte sich die BSG Chemie für die Aufstiegsrunde zur Oberliga, die sie als Aufsteiger abschloss. Von den acht ausgetragenen Spielen bestritt Gosch, wieder als Einwechsler, drei Partien. 1979/80 bestritt Gosch seine erste Oberligasaison. In den ersten fünf Punktspielen stand er als Stürmer jeweils in der Startelf, danach wurde er nur noch sporadisch als Ersatzspieler eingesetzt, sodass er die Saison mit 16 Oberligaeinsätzen und einem Torerfolg abschloss. Chemie Leipzig stieg nach einem Jahr wieder in die DDR-Liga ab, wo Gosch bis zum Oktober drei Spiele absolvierte. Danach trat er einen 18-monatigen Wehrdienst in der Nationalen Volksarmee an. 1982 kehrte er zur BSG Chemie Leipzig zurück, die immer noch in der DDR-Liga spielte. In der Saison 1982/83 bestritt er zunächst vier Punktspiele, während seine Mannschaft erneut die Oberliga-Aufstiegsrunde erreichte. Dort wurde Gosch in sechs der acht Begegnungen aufgeboten und war so an der erfolgreichen Rückkehr in die Oberliga beteiligt. Diesmal konnte sich Chemie Leipzig zwei Spielzeiten lang in der Oberliga halten, Gosch spielte dabei aber keine Rolle, denn er kam in jeder Saison nur in einem Punktspiel zum Einsatz. Stattdessen war er Stammspieler in der drittklassigen Bezirksliga-Mannschaft von Chemie II. Dort spielte er ausnahmslos auch 1985/86. Zur Saison 1986/87 wechselte Gosch zum DDR-Ligisten Chemie Markkleeberg. Dort konnte er sich in den erweiterten Stammkader hineinspielen, als er innerhalb von zwei Spielzeiten 40 der 68 ausgetragenen Ligaspiele bestritt. Dabei kam er auch wieder zu Torerfolgen, indem er insgesamt fünf Treffer erzielte. Seine letzte Saison im höherklassigen Fußball absolvierte Gosch 27-jährig 1988/89. Er wurde von Chemie Markkleeberg noch einmal in drei Ligaspielen eingesetzt. Nach 20 Oberligaspielen (1 Tor), 54 DDR-Liga-Spielen (6 Tore) und 9 Aufstiegsspielen (torlos) beendete Klaus-Dieter Gosch seine Laufbahn als Leistungssportler. Als Freizeitfußballer spielte er noch bei unterklassigen Mannschaften in Rückmarsdorf und Gerichshain.